# Dermatomyosite
 Mise en garde médicale
Une dermatomyosite  est une maladie auto-immune rare et hétérogène, caractérisée par une atteinte inflammatoire non infectieuse des muscles et de la peau associée à une vasculopathie qui représente l'élément physiopathologique prédominant. Elle peut être très sévère et ses complications sont nombreuses. C'est une myopathie acquise et inflammatoire faisant partie du groupe des myosites.
La dermatomyosite anti-MDA5 (en) (MDA5+-DM) évolue progressivement en pneumopathie interstitielle diffuse avec un taux de mortalité important. Cette maladie auto-immune contre MDA5 présente des similitudes avec le syndrome inflammatoire multisystémique pédiatrique (MIS-C) observé pendant la pandémie de Covid-19. MDA5 est un capteur d’ARN et un récepteur clé de reconnaissance pour le SARS-CoV-2. Les cas de cette maladie rare ont augmenté lors de la pandémie de Covid-19, et seraient corrélés à une exposition soit au virus, soit au vaccin, d'où l'importance d'en comprendre et prévenir le mécanisme,.

## Épidémiologie
Sa prévalence serait de 1 à 5 pour 100 000.

## Diagnostic
Le diagnostic repose sur un ensemble de données :
- données cliniques : myalgies, faiblesses musculaires, œdème musculaire, fièvre et altération de l'état général, érythème palpébral rouge ou violacé, accompagné d'un œdème, l'atteinte cutanée pouvant être isolée, érythème de la face d'extension des doigts et du pourtour des ongles (signe de la manucure de Siguier) ;
- électromyogramme ;
- données biologiques : élévation du taux d'enzymes musculaires (CPK, LDH, myoglobine, transaminases, aldolase). Il peut être parfois mis en évidence des anticorps anti–Jo-1 ou anti p. 155. Dans ce dernier cas, la maladie est fréquemment associée à un cancer qu'il convient de rechercher[5] ;
- biopsie musculaire, qui montre un infiltrat inflammatoire avec une atrophie périfasciculaire[6]. Elle peut être guidée par une imagerie par résonance magnétique musculaire permettant de visualiser un œdème musculaire[7].

### Diagnostic différentiel
La dermatomyosite peut être exceptionnellement confondue avec certaines formes atypiques de la maladie de Lyme,. Une erreur de diagnostic associée avec la prescription d'une corticothérapie peut même aggraver les symptômes alors que le traitement antibiotique anti-borrélien,,,,.
Certains traitements médicamenteux à base d'hydroxyurée (par exemple utilisée cotre l'anémie falciforme ou la drépanocytose) miment également cette maladie.

### Maladie associée
La dermatomyosite peut être associée à un cancer.

### Traitement
Le traitement par la corticothérapie est empirique, et ne guérit pas la maladie.
Un traitement par injection de gammaglobulines est parfois proposé, mais ne guérit pas non plus.
En cas d'échec un immunodépresseurs (méthotrexate, azathioprine) voire des échanges plasmatiques sont prescrits.  Le rituximab, le lenabasum, le tocilizumab et l'anakinra pourraient avoir un certain intérêt.
Dans sa phase non inflammatoire, la maladie peut laisser de très graves séquelles invalidantes, nécessitant souvent un fauteuil électrique roulant.

## Illustrations

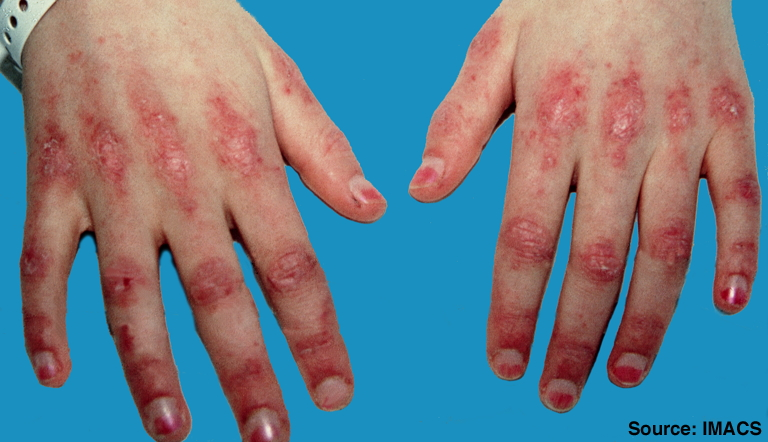
papules de Gottron (dermatomyosite juvénile)
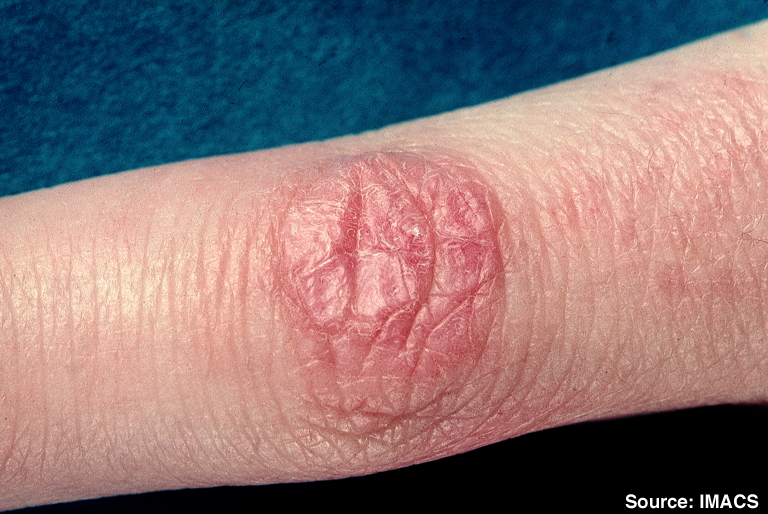
papules de Gottron (dermatomyosite juvénile)
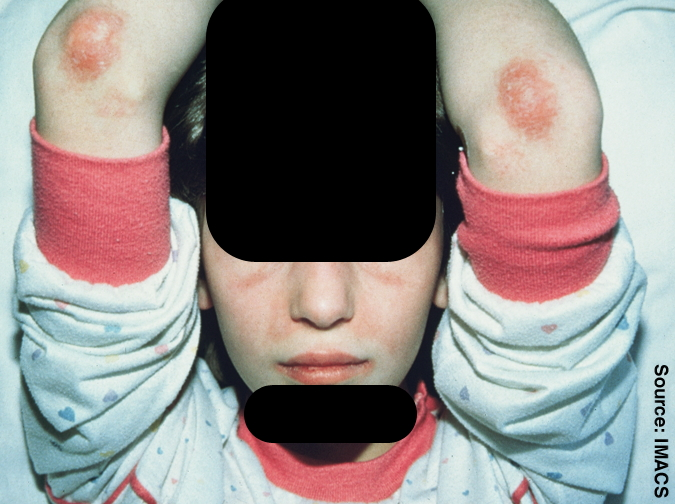
Plaques érythémateuses sur les coudes (dermatomyosite juvénile)
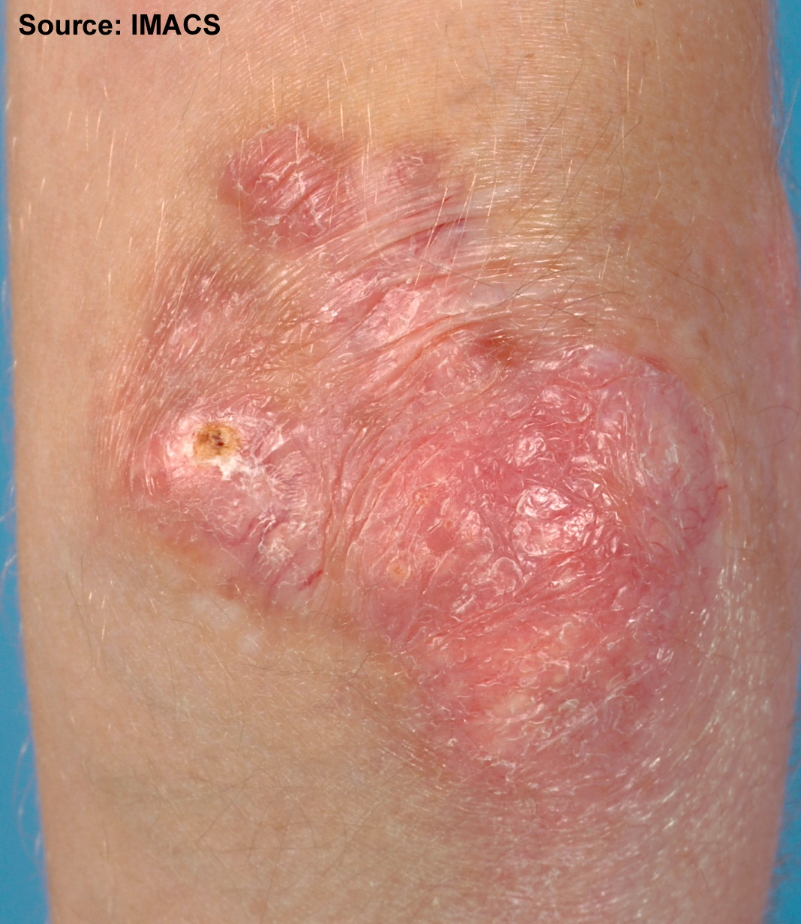
Plaques érythémateuses sur les coudes (dermatomyosite juvénile).
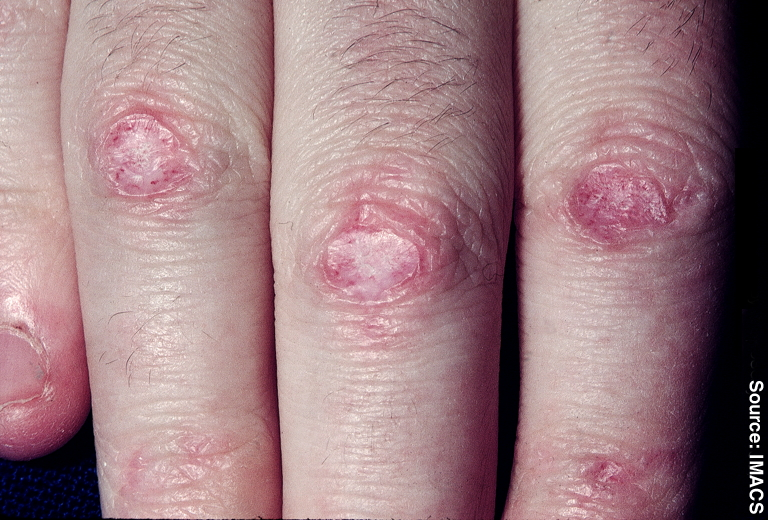
papules de Gottron avec atrophie importante, cicatrice blanche et telangiectasie
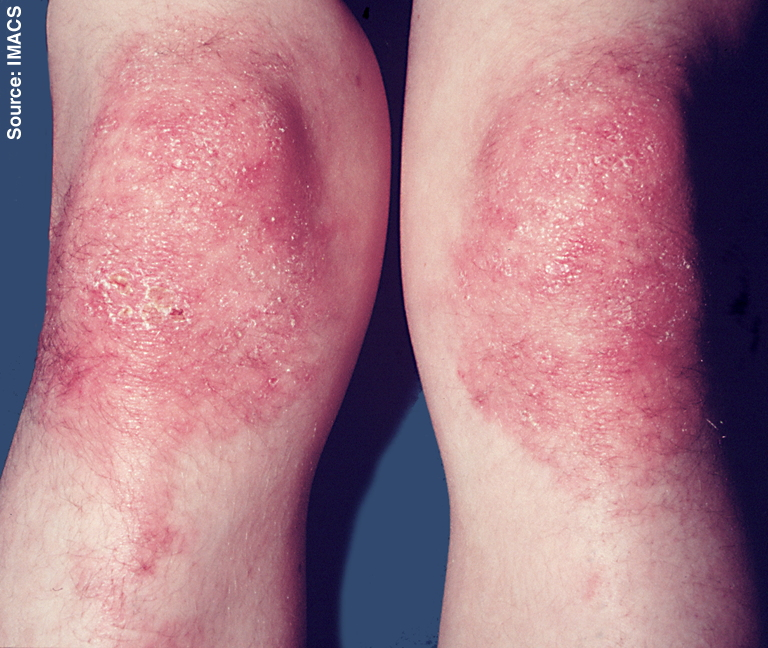
Signe de Gottron . Érythème maculaire sur le genou d'une fille (dermatomyosite juvénile).
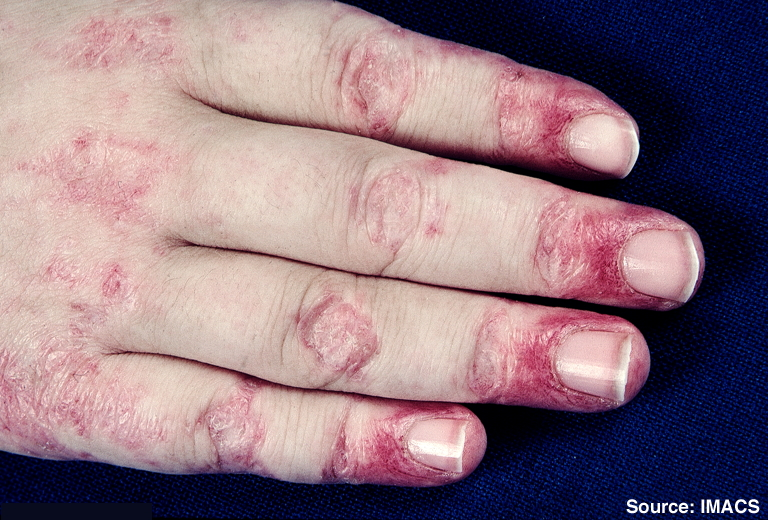
papules de Gottron avec atrophie secondaire et télangiectasie (dermatomyosite juvénile sévère, chez une fille), avec érythème péri-unguéal.
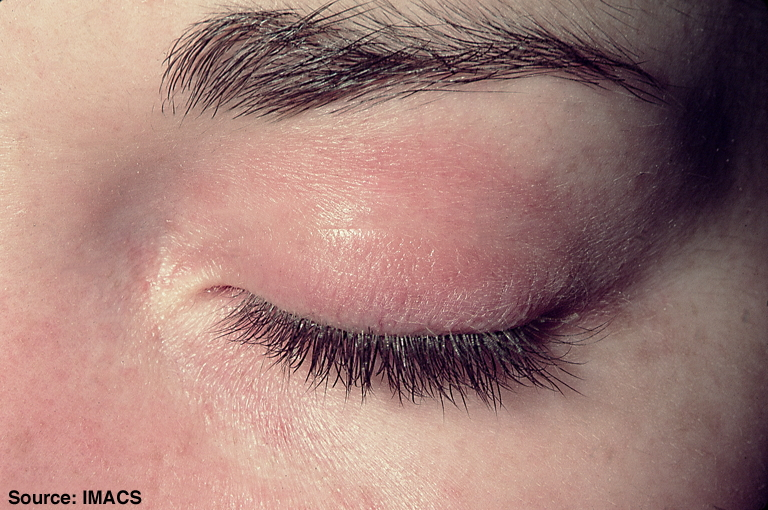
Heliotrope. Érythème maculaire sur la paupière supérieure, avec œdème périorbitaire.
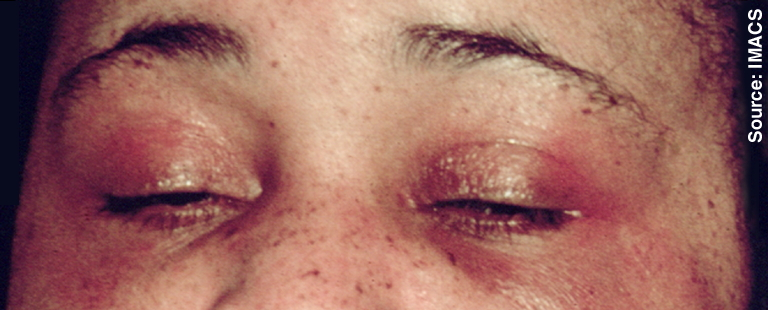
Heliotrope. Sur une peau plus foncée, il peut y avoir sous-diagnostic.
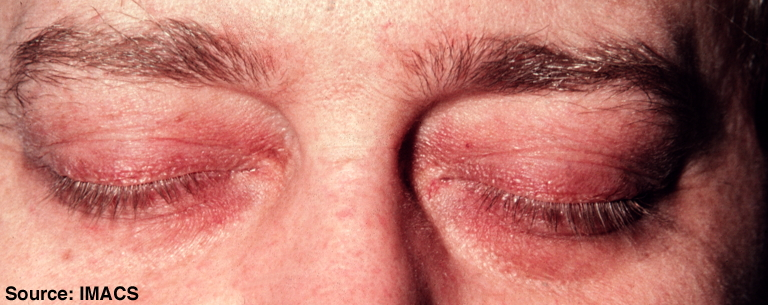
Heliotrope, souvent associé à un œdème périorbitaire et des télangiectasies des paupières supérieures. En phase de guérison, l'atrophie ou dépigmentation (hypo-ou hyperpigmentation) peut être visible. ici : œdème léger des deux paupières supérieures, avec extension aux paupières inférieures.
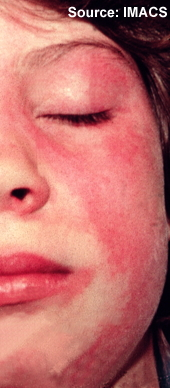
érythème Malar et du visage. Apparu brusquement, dont en péri-orbitaire et malaire avec l'extension vers le menton (jeune fille).
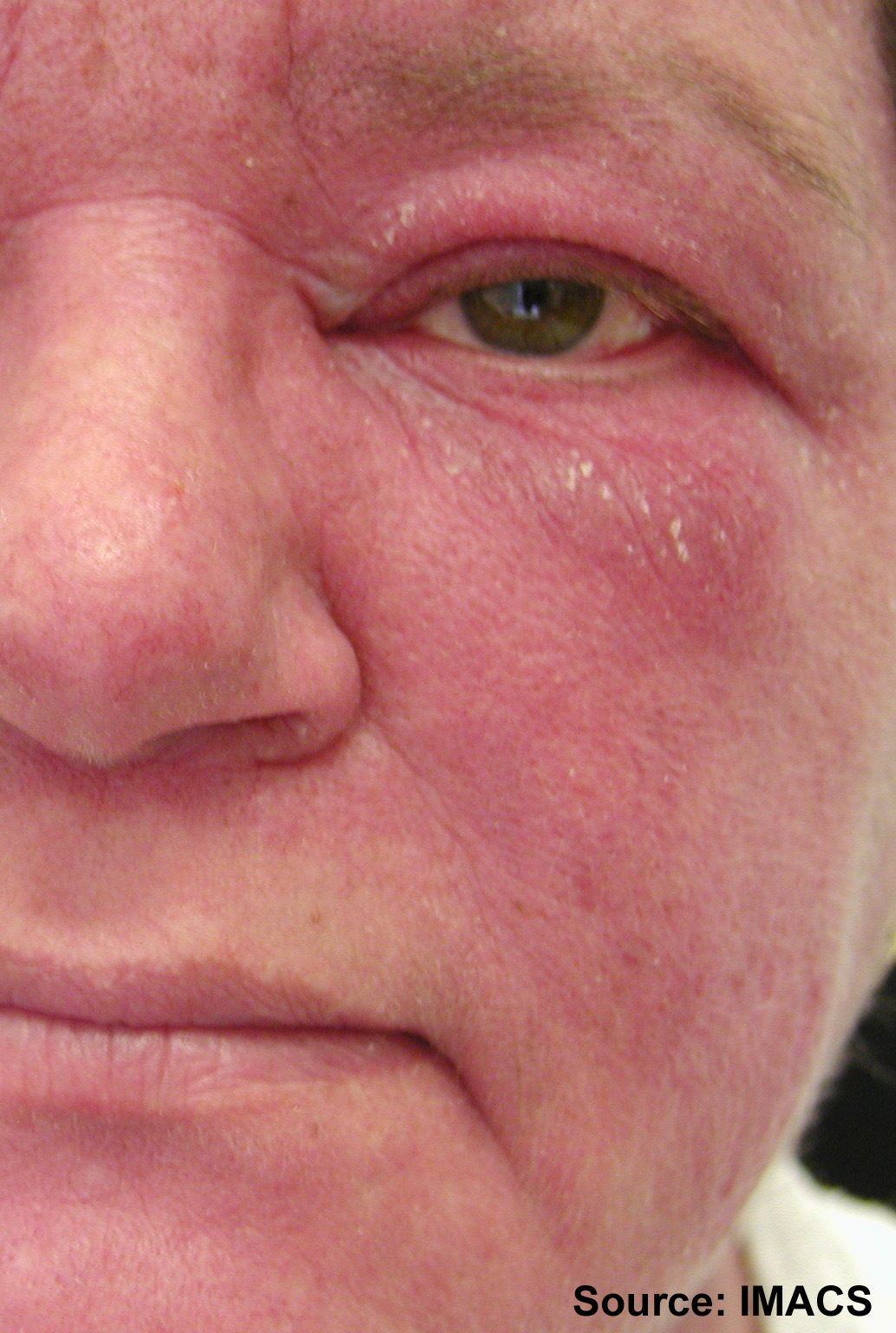
érythème Malar et du visage (chez un adulte)
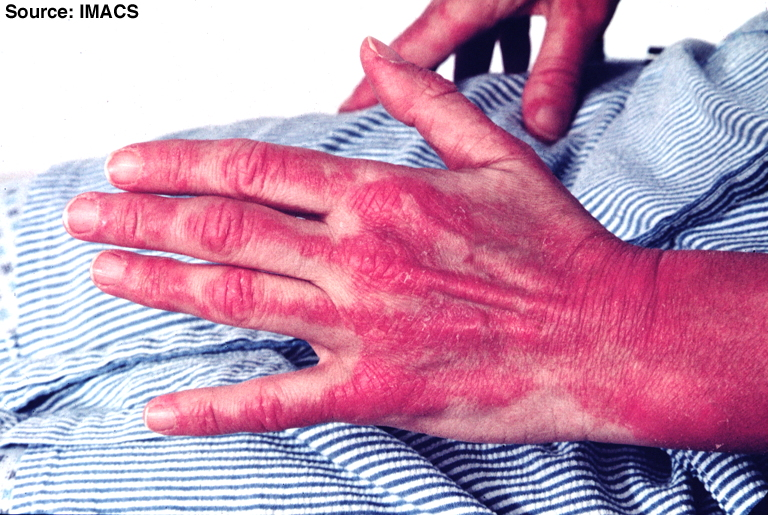
érythème des extenseurs (sur la peau recouvrant les tendons extenseurs et interphalangiennes de la main, avec extension à l'avant-bras
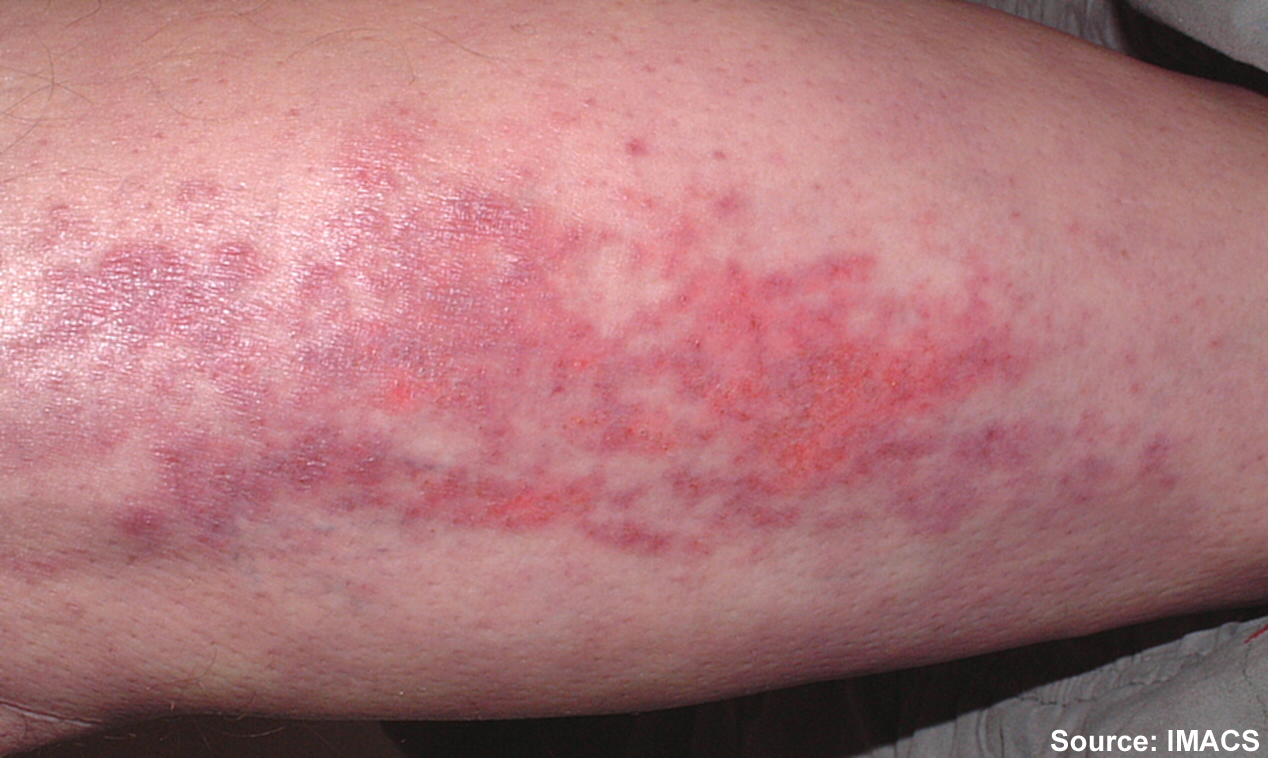
Extension sur l'avant bras avec traces d'excoriation à la suite du prurit.